# Mackenzie Crook
Pour les articles homonymes, voir Crook.
Mackenzie Crook, né Paul Crook le 29 septembre 1971 à Maidstone, dans le Kent, en Angleterre, est un acteur, réalisateur, humoriste et scénariste britannique.
Il est connu pour son interprétation de Gareth Keenan (en) dans The Office (2001-2003), Ragetti dans la saga Pirates des Caraïbes (2003-2007) et Worzel Gummidge dans la série télévisée éponyme (en) (2019-2022) qu'il a lui-même écrite et réalisée.

## Biographie
Mackenzie Crook est né le 29 septembre 1971 à Maidstone (Royaume-Uni) et grandit à Dartford.
Ses parents sont Michael, employé à la British Airways et Sheila Crook, une manager travaillant dans un hôpital.
Il a une sœur, Zoe Crook.

### Vie privée
Il est marié depuis 2001 à Lindsay Crook. Ils ont un fils, Jude Michael Crook, né en 2003 et une fille, Scout Elizabeth Crook, née en 2007.

## Carrière
Il commence sa carrière d'acteur en tant que monologuiste et son premier rôle majeur à la télévision était un sketch comique de la chaîne anglaise Channel 4 dans The Eleven O'Clock Show en 1998.
Il apparaît ensuite dans le rôle de Ragetti, le pirate à l'œil de verre dans  Pirates des Caraïbes: La Malédiction du Black Pearl (2003), Pirates des Caraïbes : Le Secret du coffre maudit ainsi que dans Pirates des Caraïbes : Jusqu'au bout du monde (2007).
Il apparaît dans bien d'autres films comme Le Marchand de Venise dans le rôle de Lancelot Gobbo, Sex Lives of the Potato Men, Les Frères Grimm  ou Les Témoins.
Il joue aussi dans des pièces de théâtre (Vol au-dessus d'un nid de coucou dans le rôle de Billy Bitt) et dans des mini films disponibles sur internet, à l'image de Ant Muzak (2002), Blake's Junction 7 (2004) et World of Wrestling (2006). Son rôle suivant est celui d'un professeur d'université dans I Want Candy qui est sorti en 2007.
À partir de 2014, il écrit et réalise la série télévisée britannique Detectorists où il joue également un des rôles principaux et dont le premier épisode a été diffusé le 2 octobre 2014 sur la chaîne BBC Four. En 2015, la série a remporté le BAFTA de la meilleure sitcom. La troisième et dernière saison a été diffusée à partir du 8 novembre 2017.

## Filmographie

### Cinéma

#### Longs métrages
- 1996 : The Man Who Fell in Love with a Traffic Cone d'Andrew Hindle : L'homme
- 1998 : Still Crazy : De retour pour mettre le feu (Still Crazy) de Brian Gibson : Un homme
- 2003 : Pirates des Caraïbes : La Malédiction du Black Pearl Pirates of the Caribbean: The Curse of the Black Pearl) de Gore Verbinski : Ragetti
- 2003 : Les Témoins (The Gathering) de Brian Gilbert : Un homme
- 2003 : The Principles of Lust de Penny Woolcock : Dan
- 2004 : Le Marchand de Venise (William Shakespeare's, The Merchant of Venice) de Michael Radford : Launcelot Gobbo
- 2004 : Neverland (Finding Neverland) de Marc Forster : Mr Jaspers / Usher
- 2004 : Moi, Peter Sellers (The Life and Death of Peter Sellers) : Le vendeur de voiture
- 2004 : Churchill : The Hollywood Years de Peter Richardson : Jimmy Charoo
- 2004 : Sex Lives of the Potato Men d'Andy Humphries : Ferris
- 2005 : Les Frères Grimm (The Brothers Grimm) de Terry Gilliam : Hidlick
- 2006 : Pirates des Caraïbes : Le Secret du coffre maudit  (Pirates of the Caribbean : Dead Man's Chest) de Gore Verbinski : Ragetti
- 2006 : Coups d'État (Land of the Blind) de Robert Edwards : L'éditeur
- 2007 : Pirates des Caraïbes : Jusqu'au bout du monde (Pirates of the Caribbean: At World's End) de Gore Verbinski : Ragetti
- 2007 : Trop jeune pour elle (I Could Never Be Your Woman) d'Amy Heckerling : Le producteur
- 2007 : I Want Candy de Stephen Surjik : Le professeur de faculté
- 2007 : Röllin sydän de Pekka Lehtosaari : Rolli (voix anglaise)
- 2008 : La Cité de l'ombre (City of Ember) de Gil Kenan : Looper
- 2008 : Three And Out de Jonathan Gershfield : Paul
- 2008 : Abraham's Point de Wyndham Price : Comet Shape
- 2009 : Solomon Kane de Michael J. Bassett : Père Michael
- 2010 : Sex & Drugs & Rock & Roll de Mat Whitecross : Russell Hardy
- 2011 : Le Sang des Templiers (Ironclad) de Jonathan English : Marks
- 2011 : Les Aventures de Tintin : Le Secret de La Licorne (The Adventures of Tintin : The Secret of the Unicorn) de Steven Spielberg : Tom
- 2012 : Cheerful Weather for the Wedding de Donald Rice : David Dakin
- 2013 : Un incroyable talent (One Chance) de David Frankel : Braddon
- 2013 : En secret (In Secret) de Charlie Stratton : Grivet
- 2014 : Opération Muppets (Muppets Most Wanted) de James Bobin : Un garde (voix)
- 2017 : Le Dîner des vampires (Eat Locals) de Jason Flemyng : Larousse
- 2018 : Jean-Christophe et Winnie (Christopher Robin) de Marc Forster : Un vendeur de journal londonien
- 2019 : Tales from the Lodge d'Abigail Blackmore : Joe

#### Court métrage
- 2002 : Ant Muzak de Ben Gregor : Gary Tibbs
- 2004 : Blake's Junction 7 de Ben Gregor : Servalan
- 2006 : World of Wrestling de Ben Gregor : George
- 2012 : I Am Tom Moody d'Ainslie Henderson : Tom Moody (voix)
- 2013 : Orbit Ever After de Jamie Magnus Stone : Le père

### Télévision

#### Séries télévisées
- 1999 : Comedy Café : Charlie Cheese
- 2001 - 2003 : The Office : Gareth Keenan
- 2003 : Spine Chillers : Grishnack
- 2008 : Love Soup : Marty Cady
- 2008 : La Petite Dorritt (Little Dorrit) : Harris
- 2009 : Merlin : Cédric / Cornélius Sigan
- 2009 : Skins : Johnny White
- 2009 : Demons : Gladiolus Thrip
- 2009 : Taking the Flak : Nigel Bagwell
- 2010 : Accused : Lance Caporal Alan Buckley
- 2013 : Game of Thrones : Orell
- 2013 : The Cafe : Dave
- 2013 - 2014 : Almost Human : Rudy Lom
- 2014 - 2017 / 2022 : Detectorists : Andy
- 2015 : Ordinary Lies : Pete
- 2015 : Yonderland : Nestor
- 2017 - 2021 : Britannia : Veran / Harka
- 2018 : Bateau vers le bas (Watership Down) : Hawkbit (voix)
- 2019 - 2021 : Worzel Gummidge : Worzel Gummidge